# Persone di nome José/Scrittori
| Questa pagina contiene informazioni ricavate automaticamente dalle voci biografiche con l'ausilio del template Bio e di un bot. L'aggiornamento è periodico e automatico e ricostruisce completamente la pagina. Se manca una persona in questa lista, sei pregato di non aggiungerla, ma accertati piuttosto che la sua voce biografica contenga il template Bio e che i dati anagrafici siano correttamente compilati. Se il template Bio manca, inseriscilo tu stesso o, in alternativa, metti l'avviso {{tmp\|Bio}} che ne segnala la mancanza. Se i dati riportati sono sbagliati, correggi direttamente la voce biografica; le modifiche saranno visibili in questa lista entro pochi giorni. Per chiarimenti vedi il progetto antroponimi. La lista contiene solo le 55 persone che sono citate nell'enciclopedia e per le quali è stato implementato correttamente il template Bio. Pagina aggiornata al 22 lug 2025. |

Questa è una lista di persone presenti nell'enciclopedia che hanno il nome José e sono scrittori.

## A(4)
- José Eduardo Agualusa, scrittore angolano (Huambo, n. 1960)
- José Américo de Almeida, scrittore, politico e insegnante brasiliano (Areia, n. 1887 - João Pessoa, † 1980)
- José María Arguedas, scrittore e antropologo peruviano (Andahuaylas, n. 1911 - Lima, † 1969)
- José Argüelles, scrittore e artista statunitense (Rochester, n. 1939 - † 2011)

## B(3)
- Pepín Bello, scrittore spagnolo (Huesca, n. 1904 - Madrid, † 2008)
- José Bergamín, scrittore e poeta spagnolo (Madrid, n. 1895 - Fuenterrabía, † 1983)
- José Bianco, scrittore, giornalista e traduttore argentino (Buenos Aires, n. 1908 - Buenos Aires, † 1986)

## C(6)
- José Cabanis, romanziere, saggista e storico francese (Tolosa, n. 1922 - Balma, † 2000)
- José Cadalso, scrittore e militare spagnolo (Cadice, n. 1741 - Gibilterra, † 1782)
- José C. Vales, scrittore e traduttore spagnolo (Zamora, n. 1965)
- José Manuel Castañón, scrittore spagnolo (Pola de Lena, n. 1920 - Madrid, † 2001)
- José Castello, scrittore, giornalista e critico letterario brasiliano (Rio de Janeiro, n. 1951)
- José Coutinhas, scrittore portoghese (Vila do Conde)

## D(9)
- Ignacio Aldecoa, scrittore spagnolo (Vitoria, n. 1925 - Madrid, † 1969)
- José Donoso, scrittore e giornalista cileno (Santiago del Cile, n. 1924 - Santiago del Cile, † 1996)
- José Saramago, scrittore, giornalista e drammaturgo portoghese (Azinhaga, n. 1922 - Tías, † 2010)
- José Luis de Vilallonga, scrittore e attore spagnolo (Madrid, n. 1920 - Andratx, † 2007)
- Graça Aranha, scrittore brasiliano (São Luís, n. 1868 - Rio de Janeiro, † 1931)
- Fialho de Almeida, scrittore portoghese (Vila de Frades, n. 1857 - Cuba, † 1911)
- José Agostinho de Macedo, scrittore e poeta portoghese (Beja, n. 1761 - Lisbona, † 1831)
- José de Villaviciosa, scrittore spagnolo (Sigüenza, n. 1589 - Cuenca, † 1658)
- José Régio, scrittore, poeta e drammaturgo portoghese (Vila do Conde, n. 1901 - Vila do Conde, † 1969)

## F(4)
- José Pablo Feinmann, scrittore argentino (Buenos Aires, n. 1943 - Buenos Aires, † 2021)
- José Maria Ferreira de Castro, scrittore portoghese (Oliveira de Azeméis, n. 1898 - Porto, † 1974)
- Rubem Fonseca, scrittore e sceneggiatore brasiliano (Juiz de Fora, n. 1925 - Rio de Janeiro, † 2020)
- José Antonio Fortea, scrittore e presbitero spagnolo (Barbastro, n. 1968)

## G(7)
- José Antonio García-Blázquez, scrittore spagnolo (Plasencia, n. 1936 - Madrid, † 2019)
- José Giovanni, scrittore, sceneggiatore e regista francese (Parigi, n. 1923 - Losanna, † 2004)
- José Maria Gironella, scrittore e poeta spagnolo (Darnius, n. 1917 - Arenys de Mar, † 2003)
- José Rumazo González, scrittore, storico e paleografo ecuadoriano (Latacunga, n. 1904 - Quito, † 1995)
- José Ángel González Sainz, scrittore, traduttore e docente spagnolo (Soria, n. 1956)
- José Agustín Goytisolo, scrittore e traduttore spagnolo (Barcellona, n. 1928 - Barcellona, † 1999)
- Alejandro Gándara, scrittore spagnolo (Santander, n. 1957)

## H(1)
- José Hernández, scrittore, giornalista e poeta argentino (San Martín, n. 1834 - Buenos Aires, † 1886)

## J(1)
- José Jiménez Lozano, scrittore e poeta spagnolo (Langa, n. 1930 - Valladolid, † 2020)

## L(2)
- José Lins do Rego, scrittore e sceneggiatore brasiliano (Pilar, n. 1901 - Rio de Janeiro, † 1957)
- Chufo Lloréns, scrittore spagnolo (Barcellona, n. 1931 - Barcellona, † 2025)

## M(3)
- Azorín, romanziere, saggista e critico letterario spagnolo (Monóvar, n. 1873 - Madrid, † 1967)
- José Luís Peixoto, scrittore, poeta e paroliere portoghese (Galveias, n. 1974)
- José Martí, scrittore, politico e rivoluzionario cubano (L'Avana, n. 1853 - Rio Cauto, † 1895)

## P(2)
- José León Pagano, scrittore, drammaturgo e pittore argentino (Buenos Aires, n. 1875 - † 1964)
- José María de Pereda, scrittore spagnolo (Polanco, n. 1833 - Santander, † 1906)

## Q(2)
- José Matías Quintana, scrittore e politico messicano (Mérida, n. 1767 - Città del Messico, † 1841)
- José Vicente Quirante Rives, scrittore, poeta e avvocato spagnolo (Cox, n. 1971)

## R(3)
- José Eustasio Rivera, scrittore colombiano (Rivera, n. 1888 - New York, † 1928)
- José Luis Rodríguez del Corral, scrittore spagnolo (Morón de la Frontera, n. 1959)
- José Enrique Rodó, scrittore, saggista e politico uruguaiano (Montevideo, n. 1871 - Palermo, † 1917)

## S(6)
- José Antonio Saco, scrittore cubano (Bayamo, n. 1797 - Barcellona, † 1879)
- José Luis Sampedro, scrittore e economista spagnolo (Barcellona, n. 1917 - Madrid, † 2013)
- José María Sánchez Silva, scrittore spagnolo (Madrid, n. 1911 - Madrid, † 2002)
- José Hermano Saraiva, scrittore, storico e avvocato portoghese (Leiria, n. 1919 - Palmela, † 2012)
- José Carlos Somoza, scrittore cubano (L'Avana, n. 1959)
- José María Castillo Sánchez, scrittore e teologo spagnolo (Puebla de Don Fadrique, n. 1929 - Granada, † 2023)

## V(2)
- José María Vargas Vila, scrittore colombiano (Bogotà, n. 1860 - Barcellona, † 1933)
- José Vasconcelos, scrittore, filosofo e politico messicano (Oaxaca de Juárez, n. 1882 - Città del Messico, † 1959)